# 運用許容時間
運用許容時間（うんようきょようじかん）とは、総務大臣（もしくは地方総合通信局長）により、無線局に対し指定される事項（指定事項）の1つで、無線局が実際に電波を発射することができる時間のこと。無線局は運用許容時間以外の時間に運用してはならない。通常の無線局は「常時」と指定されているが、無線局の運用目的などを考慮し常時運用の必要性が無い無線局や、行政処分により制限を受けた局が「常時」以外の指定を受ける。